# Lena Peterson Engseth
Lena Peterson Engseth, född 1962, är en svensk författare. Hon har publicerat tre böcker om Vilhelm Moberg, en citatsamling om gräs i litteraturen och en diktsamling med engelsk direktöversättning. Hon är gift med konstnären Martin Engseth och sedan 2008 bosatt i Wisconsin, USA.  Lena Peterson Engseth har arbetat på biblioteken i Emmaboda kommun. Hon redigerade den årliga hembygdsboken för Vissefjärda, I Dackebygd, under 15 år och bidrog med ett 20-tal egna artiklar. 

## Författarskap
Lena Peterson Engseth har publicerat tre skrifter om Vilhelm Moberg och hans författarskap. De omfattar tankar och citat kring ämnena kvinnorna, släkten och släktet samt barnet och barndomen. 
I Gräspoesi - i stråskog och tuvkrets, 2016, har författaren sammanställt poetiska citat om gräs hämtade ur dikter, romaner och essäer. Citaten är samlade i kapitel med introduktion till varierande teman. En fyllig notapparat anger källorna till respektive citat. Harry Martinson och Vilhelm Moberg är flitigt citerade liksom en mängd såväl samtida som äldre svenska författare. Bland utländska författare citeras bland andra Robert Bly och Walt Whitman.  
2017 har Lena Peterson Engseth publicerat en egen diktsamling: I det som med ens har blivit högt gräs. Dikterna presenteras parallellt på svenska och engelska och boken har illustrerats av maken och konstnären Martin Engseth. Motiven är naturimpressioner  hämtade från  landskapet invid Lake Superior, Wisconsin, USA där författaren är bosatt. 